# Dúmar Rueda
Dúmar Rueda, né le 28 décembre 1972 à Vélez (Colombie), est un footballeur colombien, qui évoluait au poste de milieu de terrain à l'Atlético Bucaramanga, à l'Independiente Medellín, à l'Atlético Nacional, au Deportivo Pasto, au Deportes Tolima, au Cúcuta Deportivo et à Junior.
Rueda ne marque aucun but lors de son unique sélection avec l'équipe de Colombie en 1998. 

## Carrière
- 1994-1996 :  Atlético Bucaramanga
- 1996 :  Independiente Medellín
- 1997-2001 :  Atlético Nacional
- 2002-2004 :  Deportivo Pasto
- 2004-2006 :  Deportes Tolima
- 2007 :  Cúcuta Deportivo
- 2008-2009 :  Junior[2]

## Palmarès

### En équipe nationale
- 1 sélection et 0 but avec l'équipe de Colombie en 1998.

### Avec l'Atlético Nacional
- Vainqueur de la Copa Merconorte en 1998 et 2000
- Vainqueur de la Copa Interamericana en 1995 (Disputée en 1997)
- Vainqueur du championnat de Colombie en 1999